# Viajeros de la libertad

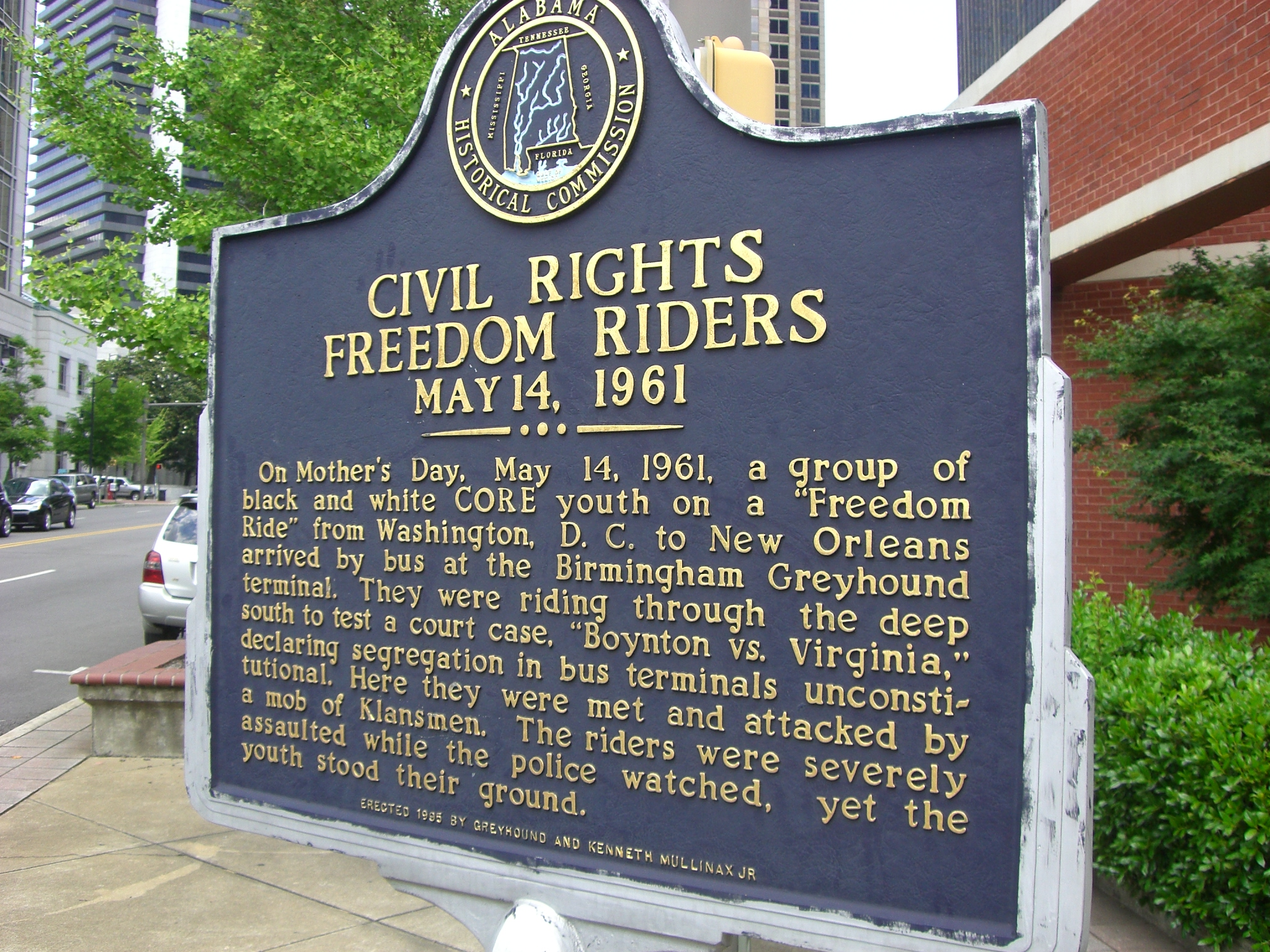
Placa de los Viajeros de la Libertad en Birmingham, Alabama.

Los Viajeros de la Libertad o pasajeros de la libertad (en inglés Freedom Riders) fueron unos activistas por los derechos civiles de Estados Unidos que, en 1961 y años subsiguientes, comenzaron un periplo en autobuses interestatales por el Sur de Estados Unidos para desafiar el incumplimiento de las sentencias de la Corte Suprema de los Estados Unidos: Irene Morgan v. Commonwealth of Virginia (1946) y Boynton v. Virginia (1960) que dictaminaban que los autobuses públicos segregados eran inconstitucionales. Los estados del sur, más segregacionistas, habían ignorado estas resoluciones judiciales y el gobierno federal había permanecido pasivo ante sus incumplimientos. El primer Viaje de la Libertad salió de Washington D. C. el 4 de mayo de 1961, y debía llegar a Nueva Orleans el 17 de mayo.
La sentencia del caso Boynton prohibió la segregación racial en los restaurantes y salas de espera de las terminales de autobuses que cruzaban las fronteras estatales. Cinco años antes de la sentencia Boynton, la Comisión Interestatal de Comercio (ICC) había emitido un fallo en el caso de Sarah Keys v. Carolina Coach Company (1955), que había denunciado explícitamente la doctrina del caso Plessy v. Ferguson (1896) de separados pero iguales en viajes interestatales de autobús. La ICC no logró hacer cumplir su sentencia, y las leyes segregacionistas de Jim Crow sobre viajes se mantuvieron en la práctica en vigor en todo el Sur.

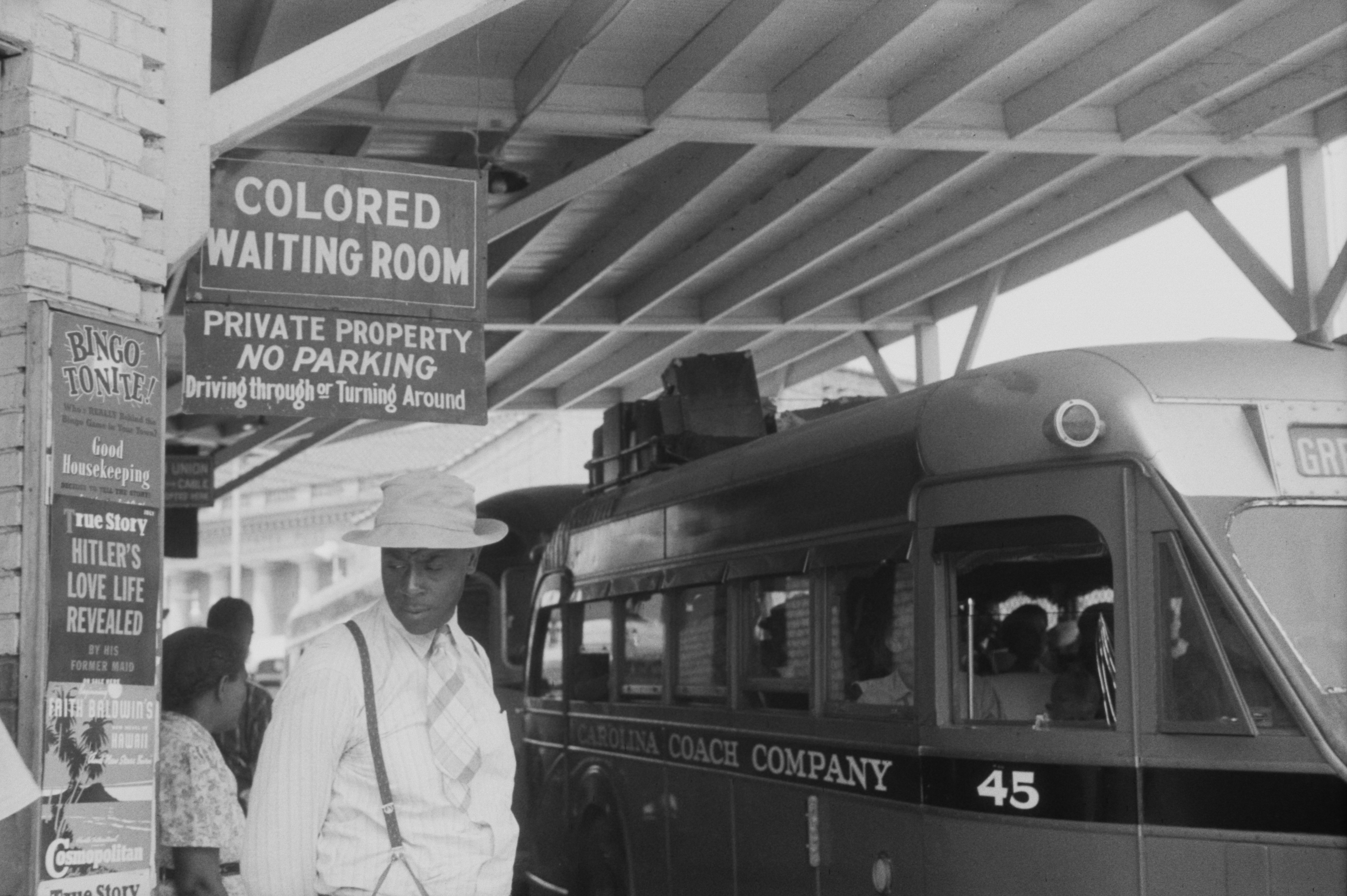
"En la estación de autobús" de Durham, Carolina del Norte, mayo de 1940, Jack Delano

Los pasajeros de la libertad desafiaron este, viajando en los autobuses interestatales por el Sur en grupos raciales mixtos con el fin de denunciar las leyes y costumbres locales que segregaban a la hora de elegir asientos. Los viajes de la Libertad y las violentas reacciones que provocaron, reforzaron la credibilidad del Movimiento por los derechos civiles en Estados Unidos. La actividad de los viajeros supuso una llamada de atención a la población de Estados Unidos sobre el desprecio de la ley federal y la violencia local utilizada para mantener la segregación en el sur del país. La policía arrestó a los pasajeros de los autobuses en diversas ocasiones por entrar sin autorización, asociación ilícita y por violación de las leyes locales de Jim Crow, junto con otros presuntos delitos.
El Congreso de la Igualdad Racial (CORE) patrocinó la mayor parte de los viajes de la libertad posteriores, aunque algunos también fueron organizados por el Comité Coordinador Estudiantil No Violento (SNCC). Los viajes de la libertad fueron seguidos en los años posteriores también por plantes y sentadas frente a los mostradores de los bares segregacionistas, llevadas a cabo por estudiantes y jóvenes en todo el Sur y realizaron boicots a los establecimientos minoristas que mantuvieran instalaciones segregadas.
La decisión del Tribunal Supremo en el caso Boynton apoyó el derecho de los viajeros interestatales a desobedecer las ordenanzas locales de segregación. Las policías locales y estatales del sur consideraban las acciones de los pasajeros de la libertad como delitos y los arrestaron en algunas localidades. En otras localidades, como Birmingham, Alabama, la policía cooperó con el Ku Klux Klan y otros grupos blancos, permitiendo los ataques contra los viajeros.

## Miembros destacados de los pasajeros de la libertad
- Julia Aaron
- Joan Trumpauer
- Zev Aelony
- Thomas Madison Armstrong
- Gloria Bauknight
- Rev. James L. Bevel
- George Blevins
- Travis Britt
- Rev. Malcolm Boyd
- Joan C. Browning
- Stokely Carmichael[5]
- Doris J. Castle
- Rev. William Sloane Coffin
- Rev. Benjamin Elton Cox
- Abog. David J. Dennis
- Dion Diamond
- John Dolan
- Mimi Feingold Real
- James L. Farmer, Jr.
- Prof. Ralph Fertig, JD
- Bob Filner, alcalde de San Diego, California
- James Forman
- Glenda Jean Gaither
- Prof. Thomas Gaither
- Donna Sage Garde
- Albert Gordon
- Mary Hamilton Wesley
- John W. Hardy
- William E. Harbour
- Jesse Harris
- Genevieve Hughes Haughton
- Holly Hogrobrooks
- Louise Jean Ingram
- Gwendolyn C. Jenkins
- Abog. Charles Jones
- Rev. Bernard Lafayette
- Rev. James Lawson
- Joyce Lebowitz
- John Lewis, representante Demócrata de Georgia
- Sheree Massaquoi
- Jimmy McDonald
- Professor Charles "Chuck" McDew
- William C. Mahoney
- John H. Moody, Jr.
- Ruth Esther Moskowitz
- Diane Nash organizadora de los Viajes
- Charles Neblett
- Wally Nelson
- Joe Hugo
- Frank Arthur Nelson
- Sandra Marie Nixon
- James Peck
- Elizabeth Slade Hirshfield
- Teri Perlman Hickerson
- Charles Person
- Rev. Robert Laughlin Pierson
- Rabino Walter Plaut
- Prof. John Raines
- George Raymond
- Meryle Joy Reagon
- Cordell Hull Reagon
- Carolyn Yvonne Reed
- Claude Reese
- George Jackess
- Reginald Robinson
- Rev. Charles Sherrod
- Fred Shuttlesworth
- Carol Ruth Silver
- Doratha Smith
- Maria Summers
- Juez George Bundy Smith, Sr.
- Jerome Smith
- Ruby Doris Smith-Robinson
- Marcia Arlene Rosenbaum
- Prof. Dr. Daniel N. Stern, teórico psicoanalítico de desarrollo del niño.
- Rev. Robert Stone
- John Charles Taylor
- Henry "Hank" Thomas
- Alice Thompson
- Jean Thompson Eng Denton
- Shirley Thompson
- Leotis Thornton
- Claire Drew Toombs
- Joan Trumpauer Mulholland
- Rev. C.T. Vivian
- Rev. Wyatt Tee Walker
- Prof. Elizabeth Wycoff
- Lula Mae White
- Ellen Lee Ziskind
- James Zwerg
- Robert J. Freeman

## Punto de partida
Los Viajeros de la Libertad se inspiraron en el Viaje de Reconciliación guiado por los activistas por los derechos civiles Bayard Rustin y George Houser. Así como los Viajes de la Libertad de 1961, el Viaje de Reconciliación planeaba probar una sentencia anterior de la Corte Suprema que prohibía la discriminación racial en el transporte interestatal. Rustin y algunos otros viajeros, principalmente miembros del Congreso para la Igualdad Racial (CORE), fueron arrestados y condenados a trabajos forzados en Carolina del Norte por violar las leyes Jim Crow que se referían a asientos segregados en el transporte público.
El primer Viaje de la Libertad comenzó el 4 de mayo de 1961. Liderado por el director de CORE, James L. Farmer, trece viajeros (siete negros, seis blancos, incluyendo a Genevieve Hughes, William E. Harbour y Ed Blankenheim) partieron de Washington D. C., en la línea Greyhound y los autobuses Trailways Transportation System. Su plan era viajar a través de Virginia, las Carolinas, Georgia, Alabama y Misisipi, finalizando en Nueva Orleans, Louisiana, donde se planeaba una concentración de derechos civiles. Muchos de los Viajeros eran parte de CORE, y dos eran miembros del Comité Coordinador de No Violencia de Estudiantes. Muchos tenían entre cuarenta y cincuenta años.
La táctica utilizada por los Viajeros de la Libertad en su viaje fue tener al menos una pareja interracial sentada en asientos adyacentes, y al menos un viajero afroestadounidense sentado en la sección delantera, donde los asientos se encontraban reservados para clientes blancos por costumbre local alrededor del sur. El resto del grupo se sentaría en forma diseminada en el resto del ómnibus. Uno de los viajeros cumpliría con las reglas de segregación del sur para evitar ser arrestado y poder así contactar a CORE para negociar la fianza de los arrestados.
Solo encontraron pequeños problemas en Virginia y North Carolina, pero el político John Lewis fue atacado en Rock Hill (Carolina del Sur). Algunos de los Viajeros fueron arrestados en Charlotte (Carolina del Norte), Winnsboro (Carolina del Sur) y Jackson (Mississippi).

## Turbas violentas en Anniston y Birmingham
El comisionado de policía de Birmingham (Alabama), Bull Connor, junto al sargento de policía Tom Cook (que apoyaba ávidamente al Ku Klux Klan), organizaron la violencia contra los Viajeros de la Libertad con secciones locales del Ku Klux Klan. La pareja había hecho planes para terminar con el Viaje en Alabama. Le aseguraron a Gary Thomas Rowe, un informante del FBI y miembro del Eastview Klavern #13 (el grupo Klan más violento de Alabama), que la turba tendría quince minutos para atacar a los Viajeros de la Libertad sin ser arrestados. El plan permitiría un ataque inicial en Anniston (Alabama) con un último ataque en Birmingham.

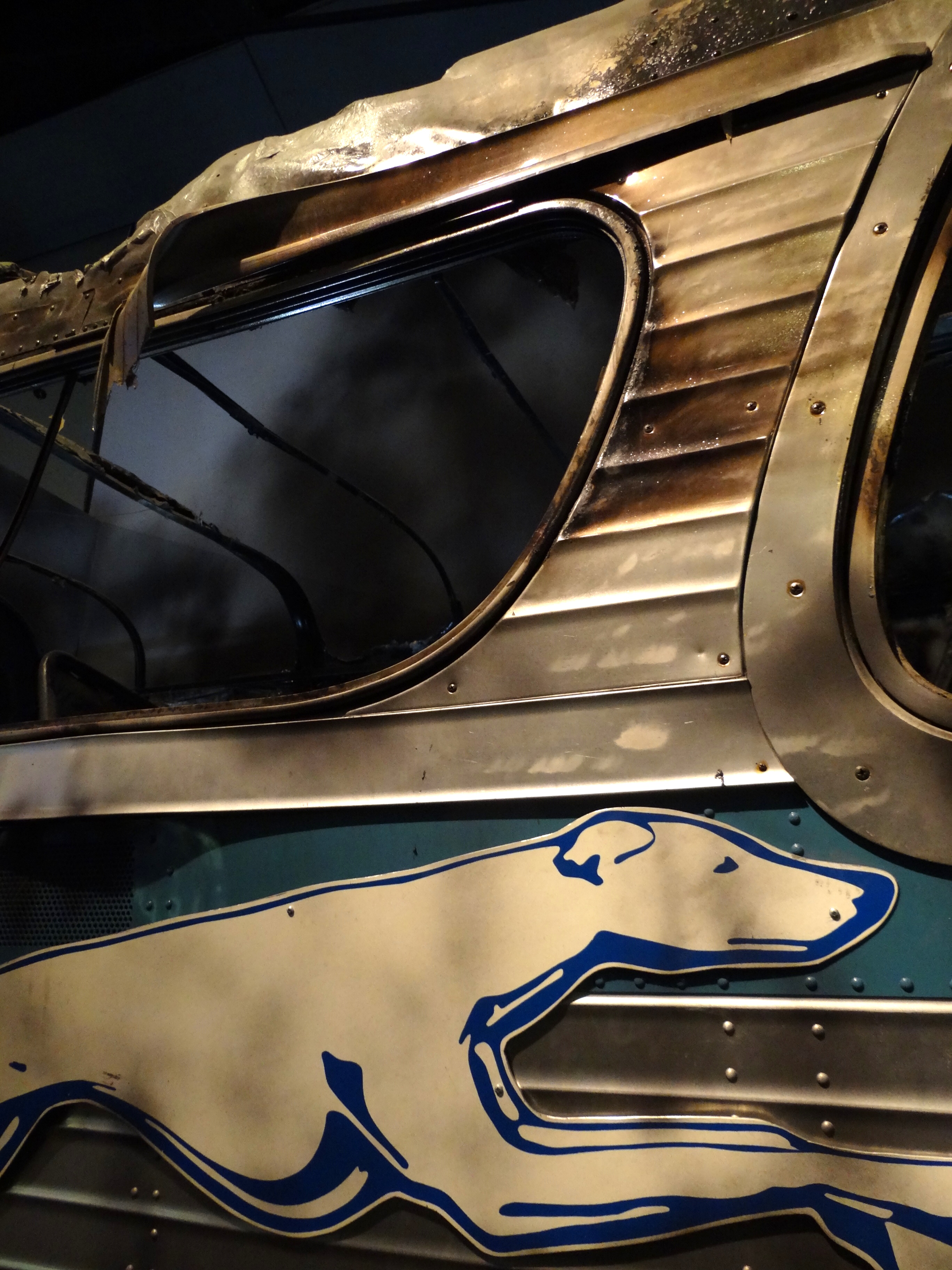
Recreación del autobús de los Viajeros luego del ataque en Anniston.

El 14 de mayo, el Día de la Madre, en Anniston, una banda de miembros del Ku Klux Klan, algunos todavía en vestimentas de iglesia, atacaron los primeros dos ómnibus (los Greyhound). El conductor intentó salir de la estación, pero fue bloqueado hasta que los miembros del KKK pincharon sus ruedas. El populacho forzó al autobús inutilizado a parar varias millas fuera del pueblo y luego lo incendiaron. Mientras el colectivo ardía, la turba mantuvo las puertas cerradas, tratando de incinerar a los viajeros. Las fuentes no concuerdan sobre si fue un tanque de combustible que explotó o un investigador del estado que exhibió un revólver lo que causó que la turba se retirara y los viajeros pudieran escapar el autobús. La turba golpeó a los viajeros después de que escaparan de este. Solo unos disparos de advertencia al aire por la patrulla de la autopista impidió que los viajeros fueran linchados.
Esa noche, los Viajeros de la Libertad hospitalizados, muchos de los cuales habían rechazado ser tratados, fueron sacados del hospital a las2 AM, porque el personal temía que el populacho atacara el hospital. El líder local de los derechos civiles, Rev. Fred Shuttlesworth, organizó muchos autos de afroestadounidenses para rescatar a los Viajeros de la Libertad en desafío a los supremacistas blancos. Los afroestadounidenses estaban bajo el liderazgo del coronel Stone Johnson y se encontraban abiertamente armados cuando llegaron al hospital, protegiendo a los Viajeros de la Libertad de la turba.
Cuando los autobuses Trailways llegaron a Anniston y pararon en la terminal una hora después de que el Greyhound fuera quemado, fueron abordados por ocho miembros del Klan, quienes golpearon a los Viajeros de la Libertad y los dejaron semiinconscientes en el fondo del autobús.
Cuando el autobús llegó a Birmingham, fue atacado por una turba de miembros del KKK ayudados y secundados por la policía bajo las órdenes del comisionado Bull Connor. Mientras los viajeros salían del autobús, eran golpeados por el populacho con bates de béisbol, trozos de tubería y cadenas de bicicleta. Entre los miembros del Klan atacantes estaba Gary Thomas Rowe, el informante del FBI. Los Viajeros de la Libertad blancos fueron seleccionados para golpes especialmente desenfrenados; el pacifista James Peck requirió más de cincuenta puntos en las heridas de su cabeza. Peck fue llevado al Centro Médico Metodista Carraway, que se negó a tratarlo; luego fue atendido en el Hospital Jefferson Hillman UAB.
Cuando los informes del autobús quemado y la golpiza llegaron al fiscal general de los Estados Unidos Robert Kennedy, este instó a los Viajeros de la Libertad a contenerse. Envió a un asistente, John Seigenthaler, a Alabama, para tratar de calmar la situación.
A pesar de la violencia sufrida y la amenaza de otras más, los Viajeros de la Libertad querían continuar su viaje. Kennedy había organizado una escolta para los Viajeros, que los llevara a Montgomery (Alabama) en forma segura. Sin embargo, informes de la radio reportaron que una turba esperaba a los viajeros en la terminal de autobús, así como en la ruta a Montgomery. Los dependientes de Greyhound expresaron a los viajeros que los conductores se negaban a conducir a los Viajeros de la Libertad a ningún lugar. Reconociendo que su esfuerzo ya había llamado la atención nacional sobre la causa de los derechos civiles y queriendo llegar a la concentración en Nueva Orleans, los viajeros decidieron abandonar el resto del trayecto y volar directamente a esa ciudad desde Birmingham. Cuando abordaron el avión, todos los pasajeros debieron salir por amenazas de bomba.
Diane Nash, una estudiante de universidad de Nashville (Tennessee) y líder del Comité Coordinador de No Violencia Estudiantil (SNCC), creía que si se permitía que la violencia del sur detuviera los Viajes de la Libertad, el movimiento retrocedería años. Ella instó a encontrar reemplazos para continuar con los viajes. El 17 de mayo, un nuevo grupo de viajeros, diez estudiantes de Nashville, tomaron un autobús a Birmingham, donde fueron arrestados por Bull Connor y encarcelados. Estos estudiantes se mantuvieron motivados en la cárcel cantando canciones de libertad, himnos de los derechos civiles. Por frustración, Connor los condujo de vuelta a la frontera de Tennessee y los dejó ahí, diciendo: "no podía soportar sus canciones".  Ellos volvieron inmediatamente a Birmingham.

## Violencia por turbas en Montgomery
Como respuesta al llamado de la SNCC, los Viajeros de la Libertad alrededor del Este de Estados Unidos se unieron al político John Lewis y Hank Thomas, dos jóvenes miembros de la SNCC del primer Viaje, que permanecieron en Birmingham. El 19 de mayo intentaron continuar con la travesía, pero los choferes, horrorizados por las turbas que rodeaban la estación de autobús, se negaron a seguir.
Bajo intensa presión pública por la presidencia de Kennedy, Greyhound fue obligada a proporcionar un conductor. Luego de la intervención directa de la oficina del procurador general Byron White, el gobernador de Alabama, John Malcolm Patterson, prometió en forma reticente proteger el vehículo frente a las turbas del KKK y francotiradores del camino entre Birmingham y Montgomery (Alabama). En la mañana del 20 de mayo, los Viajes de la Libertad continuaron, con un autobús que condujo a viajeros hacia Montgomery a noventa millas por hora, protegidos por un contingente de la Patrulla de las Autopistas del Estado de Alabama.
La Patrulla de Autopistas abandonó al autobús y a los viajeros al llegar a los límites de la ciudad de Montgomery. En la estación de ómnibus de la calle South Court, aguardaba un populacho blanco. Golpearon a los Viajeros de la Libertad con bates de béisbol y trozos de tubería. La policía local permitió la golpiza sin interrumpirla. Nuevamente separaron a los Viajeros de la Libertad blancos para golpizas particularmente brutales. Los periodistas y fotógrafos fueron atacados y sus cámaras destruidas, pero un reportero tomó luego una foto de James Zwerg (Jim Zwerg) en el hospital, que mostraba cómo había sido golpeado y magullado. Un oficial del Departamento de Justicia, Seigenthaler, fue golpeado y dejado inconsciente en la calle. Las ambulancias se negaban a llevar a los heridos al hospital. Afroestadounidenses locales los rescataron y un número de los Viajeros de la Libertad fueron hospitalizados.
A la noche siguiente, el domingo 21 de mayo, más de mil quinientas personas llenaron la Primera Iglesia Bautista de Montgomery junto al reverendo Ralph Abernathy para honrar a los Viajeros de la Libertad. Entre los oradores estuvieron el reverendo Martin Luther King Jr., que se había establecido recientemente en Montgomery, el reverendo Fred Shuttlesworth y James Farmer. Afuera, una muchedumbre de más de tres mil blancos atacaron a los afroestadonidenses, con el Cuerpo de Alguaciles de Estados Unidos protegiendo la iglesia del ataque y las bombas incendiarias. Mientras tanto, la policía de la ciudad y el estado no actuaban para restablecer el orden. Frente a ello, los líderes de los derechos civiles pidieron protección al presidente. El presidente Kennedy amenazó al gobernador con intervenir con tropas federales si no protegía a la gente. El gobernador Patterson se anticipó a esto ordenando finalmente que la Guardia Nacional de Alabama dispersara la turba y llegara a la iglesia temprano en la mañana.
En una editorial abierta conmemorativa en 2011, Bernard Lafayette recordó a la turba que rompía ventanas de la iglesia con piedras y usaba latas de gas lacrimógeno. Narró las acciones heroicas de King. Tras enterarse de que taxistas negros se estaban armando y formando un grupo para rescatar a la gente que estaba dentro de la iglesia, se preocupó de que se produciría más violencia. Seleccionó diez voluntarios que prometieron la no violencia, para escoltarlo a través de la muchedumbre blanca, para permitir pasar a King y sus escoltas mientras marchaban de a dos. King se dirigió a los taxistas y les pidió que se dispersaran para prevenir más violencia. Finalmente llegó formalmente dentro de la iglesia sin problemas.  Lafayette también fue entrevistado por la BBC en 2011 y contó sobre estos eventos en un episodio que se transmitió por radio el 31 de agosto de 2011 en conmemoración de los Viajes de la Libertad. La Guardia Nacional de Alabama llegó finalmente en la madrugada para dispersar la turba y escoltó en forma segura a toda la gente desde la iglesia.

## Hacia Mississippi

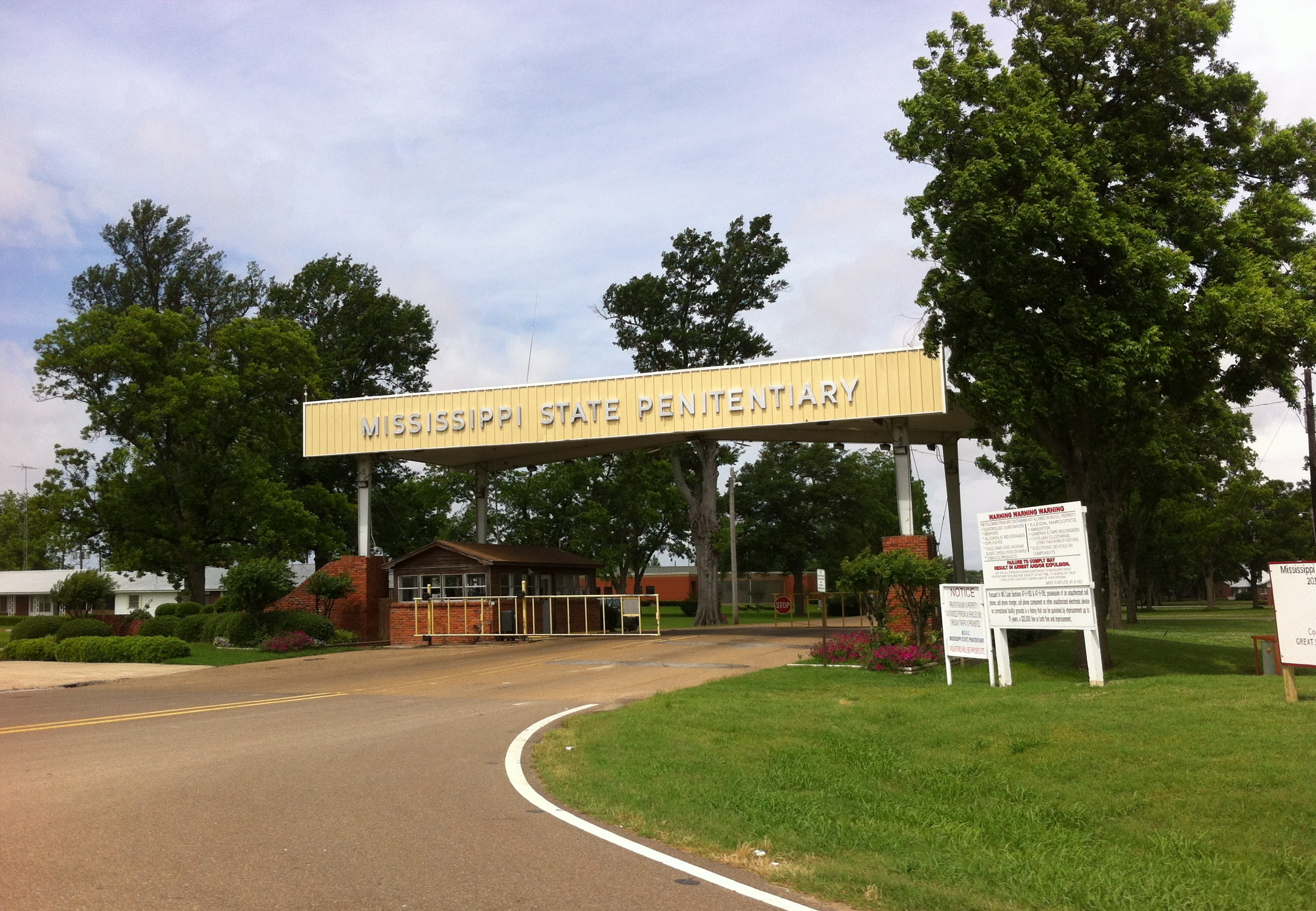
Algunos viajeros de la libertad fueron encarcelados en la Penitenciaría Estatal de Misisipi

Al día siguiente, el 22 de mayo, llegaron a Montgomery más viajeros de la libertad de CORE y SNCC para continuar los viajes a través del Sur y reemplazar a los viajeros heridos que aún estaban en el hospital. Detrás de escena, la presidencia de Kennedy hizo un acuerdo con los gobernadores de Alabama y Mississippi. Estos acordaron que la policía estadual y la Guardia Nacional protegerían a los viajeros de las turbas violentas. Como contrapartida, el gobierno federal no intervendría para detener a la policía local cuando arrestara a los Viajeros de la Libertad por violar las ordenanzas de segregación cuando los autobuses llegaran a las estaciones.
En la mañana del miércoles 24 de mayo, los Viajeros de la Libertad abordaron los ómnibus para el viaje a Jackson (Misisipi). Rodeados por la Patrulla de Autopistas y la Guardia Nacional, los colectivos llegaron a Jackson sin problemas. Los viajeros fueron arrestados inmediatamente al tratar de usar las instalaciones solo permitidas a los blancos en la estación.
En Montgomery, la siguiente ronda de Viajeros de la Libertad, que incluían al capellán de la Universidad de Yale, William Sloane Coffin, a Gaylord Brewster Noyce y a los ministros sureños Shuttlesworth, Abernathy, Wyatt Tee Walker y otros, fueron arrestados de igual manera por violar las ordenanzas locales de segregación.
Se estableció un patrón, con los Viajeros de la Libertad posteriores, muchos de los cuales viajaron a Jackson y fueron arrestados y encarcelados. La estrategia de los viajeros fue la de llenar las cárceles. Una vez que las de Jackson y el condado Hinds se llenaron y desbordaron, el estado transfirió a los Viajeros de la Libertad a la Penitenciaría Estadual de Mississippi (conocida como Granja Parchman), de triste fama. Allí se produjo el tratamiento abusivo de los viajeros, que incluyó colocarlos en la unidad de máxima seguridad (el pabellón de los condenados a muerte), emisión de solo ropa interior y prohibición de ejercicio físico y correo. Cuando los Viajeros de la Libertad se negaron a dejar de cantar canciones de libertad, los oficiales de la prisión se llevaron sus colchones, sábanas y cepillos de dientes. Llegaron más viajeros de la libertad de todo el país, y uno a la vez, llegaron a ser más de trescientos en la Granja Parchman.

## Kennedy exige un "período de enfriamiento"
Los Kennedy pidieron un "período de enfriamiento" y condenaron los Viajes como no patrióticos porque avergonzaban a la nación en el escenario mundial en la cúspide de la Guerra Fría. La Unión Soviética criticaba a Estados Unidos por su racismo y sus ataques a los viajeros. El procurador general Robert Kennedy, jefe oficial de la ejecución de la ley del país, refirió que él: "no siente que el Departamento de Justicia puede alinearse con un grupo u otro en disputas sobre derechos constitucionales". Su comentario causó el enojo de quienes apoyaban los derechos civiles, que consideraban que el Departamento de Justicia tenía la obligación de aplicar las sentencias de la Corte Suprema y defender a los ciudadanos que ejercían sus derechos constitucionales frente a turbas violentas.
Sin embargo, el escándalo internacional sobre los eventos con amplia cobertura en los medios de comunicación y la violencia racial crearon presión en los líderes políticos de Estados Unidos. El 29 de mayo de 1961, el procurador general Kennedy envió una petición a la Comisión Interestatal de Comercio (ICC) pidiendo que cumpliera con la sentencia de desegregación de autobuses que había sido emitida en noviembre de 1955 en Sarah Keys v. Carolina Coach Company. La sentencia repudiaba explícitamente la jurisprudencia previa de "separados pero iguales" en el terreno del transporte interestatal en autobuses. Presidida por el Demócrata J. Monroe Johnson de Carolina del Sur, la ICC había fracasado en implementar su propia normativa.
James Farmer, líder de CORE, respondió a Kennedy diciendo: "hemos estado enfriando por trescientos cincuenta años, y si enfriáramos más, llegaríamos al congelamiento".

## Escalamiento estival
CORE, SNCC y la Conferencia de Líderes Cristianos Sureños (SCLC) rechazó cualquier "período de enfriamiento". Formaron el Comité Coordinador de Viajeros de la Libertad para mantener en marcha los Viajes a lo largo de junio, julio, agosto y septiembre. Durante esos meses, más de sesenta viajes de la libertad diferentes entrecruzaron el Sur, muchos de ellos convergiendo en Jackson, donde cada viajero era arrestado, más de trescientos en total. Un número indeterminado de viajeros fueron arrestados en otros pueblos sureños. Se estima que alrededor de cuatrocientos cincuenta viajeros participaron en uno o más Viajes de la Libertad. Aproximadamente un 75% eran hombres, y el mismo porcentaje tenía menos de treinta años de edad, con casi un igual participación de negros y blancos.
Durante el verano de 1961, los Viajeros de la Libertad también lucharon contra otras formas de discriminación racial. Se sentaron juntos en restaurantes segregados, mesas de almuerzo y hoteles. Esto fue especialmente efectico cuando se centraban en grandes compañías, tales como cadenas de hoteles. Temiendo boicots del Norte, los hoteles empezaron a desegregar su negocio.
A mediados de junio, un grupo de Viajeros de la Libertad había agendado terminar su viaje en Tallahassee (Florida), con planes de volar a casa desde el aeropuerto de Tallahassee. Se les proveyó una escolta de policías al aeropuerto desde las instalaciones de ómnibus de la ciudad. En el aeropuerto decidieron comer en un restaurante que estaba marcado como "solo para blancos". Los dueños decidieron cerrar en lugar de atender al grupo de Viajeros de la Libertad mixto. Aunque el restaurante era de dueños privados, tenía una licencia del gobierno del condado. Cancelando sus reservas de avión, los Viajeros decidieron esperar hasta que el restaurante volviera a abrir para ser atendidos. Esperaron hasta las 11:00 p. m. de esa noche y volvieron al día siguiente. Durante este tiempo se reunieron públicos hostiles, amenazando con violencia. El 16 de junio de 1961 los Viajeros de la Libertad fueron arrestados en Tallahassee por reunión ilícita. Ese arresto y juicios subsiguientes pasaron a ser conocidos como Dresner v. City of Tallahassee. La condena de los Viajeros fue apelada ante la Corte Suprema de EE. UU. en 1963, que se negó a oír el caso por razones técnicas.

## Monroe y Robert F. Williams
A principios de agosto, los miembros de la SNCC James Forman y Paul Brooks, con el apoyo de Ella Baker, comenzaron a planear un viaje de la libertad en solidaridad con Robert F. Williams. Williams era un militante contra las leyes raciales de Carolina del Norte y presidente de sección de la NAACP de Monroe, Carolina del Norte. Luego de hacer un discurso público de que "enfrentaría la violencia con violencia" (dado que el gobierno federal no protegería a su comunidad de ataques raciales), el consejo nacional de la NAACP lo suspendió por objeciones a la membresía local de Williams. No obstante, Williams continuó su trabajo contra la segregación y encontraba repetidos intentos de atentado contra su vida por ello. Algunos miembros del SNCC simpatizaban con la proclividad de la comunidad local a la autodefensa, aunque muchos en los viajes a Monroe vieron esto como una oportunidad de probar la superioridad de la no violencia gandhiana por sobre el uso de la fuerza.
Los Viajeros de la Libertad en Monroe fueron atacados brutalmente por supremacistas blancos con la aprobación de la policía local. El 27 de agosto, James Froamn -secretario ejecutivo de la SNCC- fue dejado inconsciente con la culata de un rifle y llevado a la cárcel con otros numerosos manifestantes. La policía y supremacistas blancos civiles rondaron por el pueblo disparando a afroestadounidenses, quienes devolvían los disparos. Robert F. Williams fortificó el barrio afroamericano contra ataques y en el proceso detuvo por un momento a una pareja blanca que se había perdido ahí. La policía acusó a Williams de secuestro y llamó a la milicia estatal y al FBI para arrestarlo, a pesar de que la pareja había sido liberada rápidamente. Seguro de que sería linchado, Williams huyó y eventualmente halló refugio en Cuba. Abogados del movimiento, ávidos de liberarse de la situación, exigieron exitosamente a los Viajeros de la Libertad no practicar la estrategia de "cárcel sin fianza" en Monroe. Oficiales locales, también aparentemente ávidos del desescalamiento, encontraron a los manifestantes como culpables pero inmediatamente suspendieron sus sentencias. Sin embargo, un Viajero de la Libertad, John Lowry, fue a juicio per el caso del secuestro, junto a muchos asociados de Robert F. Williams, incluyendo a Mae Mallory. Los comités de defensa legal de Monroe eran populares alrededor del país, pero finalmente Lowry y Mallory cumplieron condenas a prisión. En 1965, sus condenas fueron rescindidas, por la exclusión de los afroestadounidenses de la selección de jurados.

## Resolución y legado
Para septiembre ya habían pasado tres meses desde el archivo de la petición de Robert Kennedy. Los líderes de CORE y SNCC hicieron planes tentativos de una manifestación masiva, conocida como el "Proyecto Washington". Esto movilizaría a cientos, quizás miles, de manifestantes no violentos a la ciudad capital para presionar a la ICC y la presidencia Kennedy. La idea se adelantó cuando la ICC finalmente emitió las órdenes necesarias justo antes del final del mes. Las nuevas políticas entraron en vigencia el 1 de noviembre de 1961, seis años después de la sentencia de Saray Keys v. Carolina Coach Company. Luego de que rigiera la nueva norma de la ICC, se permitió a los pasajeros sentarse donde quisieran en autobuses interestaduales y trenes; las señales de blanco y color fueron quitadas de las terminales; los bebederos de agua, baños y salas de espera para usuarios interestaduales se consolidaros, y se comenzó a atender a todos los clientes en las mesas de almuerzo, sin importar su raza.
La violencia difundida provocada por los Viajes de la Libertad envió una onda expansiva a lo largo de la sociedad estadounidense.[cita requerida] La gente se encontraba preocupada de que los viajes causaban un desorden social extenso y divergencia racial, una opinión apoyada y fortalecida en muchas comunidades por la prensa. La prensa en comunidades blancas condenó la acción directa tomada por CORE, mientras que alguna prensa nacional mostraba a los Viajeros en forma negativa provocando intranquilidad.
Al mismo tiempo, los Viajes de la Libertad establecieron gran credibilidad con negros y blancos a través de Estados Unidos e inspiraron a muchas personas a involucrarse en acciones directas por los derechos civiles Quizás lo más significativo, las acciones de los Viajeros de la Libertad del Norte, que enfrentaban el peligro para ayudar a los afroamericanos del sur, impresionaron e inspiraron a los negros que vivían en las áreas rurales del Sur. Formaron la columna vertebral del movimiento de derechos civiles más amplio, que se involucraron en la registración de votantes y otras actividades. Los afroestadounidenses del sur se organizaban generalmente alrededor de sus iglesias, el centro de sus comunidades y la base de su fortaleza moral.
Los Viajeros de la Libertad ayudaron a inspirar la participación en otras campañas subsiguientes de derechos civiles, incluyendo la registración de votantes alrededor el Sur, escuelas de la libertad, y el movimiento Black Power. En ese momento, muchos negros en estados del sur no podían registrarse para votar, dadas las constituciones, leyes y prácticas que privaban del derecho al voto a casi todos ellos desde el principio del siglo XX. Por ejemplo, los administradores blancos supervisaban exámenes de comprensión lectora y alfabetismo que afroestadounidenses con mucha educación no podían aprobar.

## Conmemoraciones
Al celebrar el aniversario 50 de los Viajes de la Libertad, Oprah Winfrey invitó a todos los Viajeros de la Libertad vivos a unirse en su programa de televisión y celebrar su legado. El episodio salió al aire el 4 de mayo de 2011.
Entre el 6 y el 16 de mayo de 2011, cuarenta estudiantes de universidad de todo Estados Unidos se embarcaron en un viaje de colectivo desde Washington D. C. hasta Nueva Orleans, trazando la ruta original de los Viajeros de la Libertad. El Viaje de la Libertad Estudiantil de 2011, que tuvo el apoyo de PBS y American Experience, conmemoró el 50 aniversario de los Viajes de la Libertad originales. Los estudiantes se encontraron con líderes de los derechos civiles en el camino y viajaron con Viajeros de la Libertad originales, como Ernest "Rip" Patton, Joan Mulholland, Bob Singleton, Helen Singleton, Jim Zwerg y Charles Person. El 6 de mayo de 2011, PBS emitió un documental llamado Freedom Riders.
Entre el 19 y el 21 de mayo de 2011, los Viajes de la Libertad fueron conmemorados en Montgomery, Alabama, en el nuevo museo de Viajes de la Libertad en la antigua terminal de autobuses Greyhound, donde había tenido lugar parte de la violencia en 1961. Entre el 22 y el 26 de mayo de 2011, la llegada de los Viajeros de la Libertad a Jackson, Mississippi se conmemoró con la Reunión y Conferencia del 50 Aniversario en la ciudad. Durante los eventos conmemorativos en febrero de 2013 en Montgomery, el congresal John Lewis aceptó las disculpas del jefe Kevin Murphy del Departamento de Policía de Montgomery, Alabama; Murphy le dio a Lewis su propia insignia, de su uniforme, llevando a Lewis a las lágrimas.
A fines de 2011, activistas palestinos, inspirados por los viajeros de la libertad, usaron los mismos métodos en Israel, abordando un autobús del que fueron excluidos.
La ópera Freedom Ride de Dan Shore en 2013, ambientada en Nueva Orleans, celebra a los Viajeros de la Libertad.